# 太田晴奈
太田 晴奈（おおた はるな、1992年6月12日 - ）は、大阪府吹田市出身の日本の柔道選手である。階級は63kg級。身長162cm。得意技は内股。組み手は右組み。段位は弐段。血液型はB型。現在は自衛隊体育学校所属の2等陸曹。

## 人物
6歳の時に柔道を始めた。藍中学2年の時には同級生の井上愛美とともに全国中学校柔道大会団体戦の優勝に貢献した。3年の時は団体戦こそ2位だったものの個人戦では優勝を果たした。
淑徳高校2年の全国高等学校柔道選手権大会では団体戦では2位に終わるも個人戦で優勝を飾った。さらに3年の時には金鷲旗で優勝すると、インターハイでも個人戦と団体戦の2冠を達成した。淑徳大学に進学すると、1年の時には全日本ジュニアと学生体重別では決勝で敗れて2位だった。世界ジュニアでは準々決勝においてすでにシニアでも活躍していたフランスのクラリス・アグベニューを合技で破るなどして決勝まで進むと、ポーランドの選手に一本勝ちして優勝を果たした。

## 戦績
- 2006年 -　全国中学校柔道大会 団体戦　優勝
- 2007年 -　近代柔道杯 優勝
- 2007年 -　全国中学校柔道大会 個人戦　優勝　団体戦　2位
- 2008年 -　ドイツカデ国際　優勝
- 2009年 -　フランスジュニア国際　2位
- 2009年 -　韓国ジュニア国際　3位
- 2009年 -　インターハイ　個人戦　3位　団体戦　2位
- 2009年 -　全日本ジュニア　3位
- 2010年 -　全国高等学校柔道選手権大会　個人戦　優勝　団体戦　2位
- 2010年 -　金鷲旗　優勝
- 2010年 -　インターハイ　個人戦　優勝　団体戦　優勝
- 2010年 -　全日本ジュニア　3位
- 2010年 -　プロヴァンスジュニア国際　優勝
- 2011年 -　ベルギージュニア国際　優勝
- 2011年 -　全日本ジュニア　2位
- 2011年 - 学生体重別　2位
- 2011年 -　世界ジュニア　優勝
- 2011年 -　講道館杯　3位
- 2011年 -　ワールドカップ・チェジュ　2位
- 2012年 -　学生体重別　優勝
- 2016年 -　実業個人選手権　3位
- 2017年 -　実業団体　2位
- 2017年　- 実業個人選手権　3位
- 2018年 -　実業個人選手権　2位

(出典、JudoInside.com)